# Knut Hamnström
Johan Abraham Knut Hamnström, född 1813 i Örebro, död 9 oktober 1886 i Torsåkers socken, Södermanland, var en svensk präst och tonsättare. Han var far till Malte Hamnström.
Efter skolgång i Örebro var han elev vid gymnasiet i Strängnäs. Här vistades han ofta på soaréer hos Hans Olof Holmström och spelade ofta gitarr och fiol. 1835 blev han student vid Uppsala universitet och som sådan aktiv medlem i Södermanlands-Nerikes nation. Han blev här nära vän med Bernhard Elis Malmström, och tonsatte dennes Känner Du landet, det härliga rika, som senare kom att bli känd som Södermanlandssången eller Södermanlänningens sång. Under ferierna tjänstgjorde Hamnström som informator hos Sebastian Tham på Gälsebo utanför Karlsborg och Anna Fredrika Ehrenborg på Kråks herrgård i närheten. Det var umgänget med Anna Fredrika Ehrenborg som fick Hamnström att överge sina juridikstudier för att i stället ägna sig åt teologi. Han avlade sina examina och prästvigdes i Strängnäs domkyrka 1840. Efter prästvigningen förordnades han till extra präst i Vintrosa och Tysslinge församlingar. Bland hans uppgifter här blev att undervisa barnen till C. A. Öhrström som var ståthållare på Tullgarns slott. Han fick även möjlighet att umgås med kungafamiljen och sång och musicerade ofta med dessa. Här träffade han även sin blivande hustru, dotter till Petrus Roos. År 1850 anställdes han som lärare vid Jakobs och Johannes församlingars fattigskola i Stockholm och flyttade dit. Vid samma tid tonsatte han Erik Gustaf Geijers Första aftonen i det nya hemmet. Hans tid i Stockholm blev dock kort, efter avlagd pastoralexamen utnämndes han 1851 till kyrkoherde i Torsåkers och Lästringe församlingar, även om det dröjde till 1853 innan han tillträdde tjänsten. Här kom han att tjänstgöra fram till sin död. Han fortsatte dock att tonsätta dikter, bland annat Bernhard Elis Malmströms Svanen och Johan Ludvig Runebergs Vid en källa. Han skrev även sina egna tondikter som Avsked, Sällt må mina känslor brinna och Där linden stod som grönast.
Hamnströms utseende är endast bevarat genom en blyertsteckning av Amalia Lindegren från 1843. 1909 lät Södermanlands-Nerikes nation beställa en tavla av Anna Ödman, målad med teckningen som förebild.